# ۱۵ ژوئن
۱۵ ژوئن در تقویم گرگوری، صد و شصت و ششمین (در سال‌های کبیسه صد و شصت و هفتمین) روز سال است. ۱۹۹ روز تا پایان سال باقی است.

## رویدادها
- ۱۹۷۷ – با برگزاری انتخابات مجلس و سنا برای انتخاب ۳۵۰ نماینده و ۲۰۷ سناتور پس از ۴۱ سال نخستین انتخابات دموکراتیک در اسپانیا برگزار شد. مشارکت در این انتخابات ۷۸٫۸ درصد بود. این دوران در زمان سلطه ژنرال فرانکو بر این کشور سپری شده بود.
- ۱۹۹۴ – واتیکان و اسرائیل روابط کامل دیپلماتیک برقرار کردند.
- ۲۰۰۱ – سازمان همکاری شانگهای توسط رهبران چین، روسیه، قزاقستان، قرقیزستان، تاجیکستان و ازبکستان با هدف برقرار کردن موازنه در برابر نفوذ ایالات متحده و ناتو در منطقه، پایه‌گذاری شد. ایران نیز در سال ۲۰۱۲ به عنوان عضو ناظر به این سازمان ملحق شد.

## زادگان
- ۱۹۱۴ – یوری ولادیمیرویچ آندروپوف، رهبر اتحاد جماهیر شوروی سوسیالیستی (۱۹۸۴–۱۹۸۲) (سرزمین استاوروپول، امپراتوری روسیه)
- ۱۹۱۷ – جان فن، پروفسور و پژوهش‌گر آمریکایی
- ۱۹۱۸ – فرانسوآ تومبالبایه، آموزگار و سیاست مدار اهل جمهوری چاد و اولین رئیس‌جمهور این کشور (۱۹۷۵–۱۹۶۰) (موهن چاری، چاد فرانسه)
- ۱۹۲۰ – روژه پونته، دوچرخه‌سوار اهل فرانسه (د. ۲۰۰۹)
- ۱۹۲۱ – عبدالهادی التازی، زبان‌شناس و تاریخ‌دان مراکشی و سفیر این کشور در ایران (فاس، مراکش)
- ۱۹۳۲ – آسنولدو دیونیش، ورزشکار دو و میدانی اهل ونزوئلا (د. ۱۹۹۷)
- ۱۹۶۴ – میشل لادروپ، فوتبالیست دانمارکی (فردریکسبرگ، دانمارک)
- ۱۹۸۷ – روح‌الله نیکپا، تکواندوکار افغان (وردک، افغانستان)

## درگذشتگان
- ۱۳۸۳ – ژان ششم، سیاست‌مدار، تاریخ‌نویس و امپراتور بیزانس
- ۱۳۸۹ – مراد یکم، سومین سلطان امپراتوری عثمانی (۱۳۸۹–۱۳۶۲) (آماسیه، امپراتوری عثمانی)
- ۱۳۴۱ – آندرونیکوس سوم، امپراتور بیزانس
- ۱۴۶۷ – فیلیپ سوم، دوک بورگوندی، دوک بورگوندی
- ۱۹۱۶ – آلبرت هوتوم-شیندلر، پژوهشگر انگلیسی
- ۲۰۲۳ - گلندا جکسون،(به انگلیسی: Glenda May Jackson)، سیاست‌مدار بریتانیایی عضو حزب کارگر و بازیگر پیشین سینما بود.[۱][۲]

## مناسبت‌ها
- روز جهانی باد
- روز جهاني گل و گياه
- روز مهندس در کشور ایتالیا
- روز جهانی مقابله با آزار سالمندان